# Bert Bolin
Pour les articles homonymes, voir Bolin.
Bert Bolin (15 mars 1925 - 30 décembre 2007) est un météorologiste suédois. Il a été directeur du Groupe d'experts intergouvernemental sur l'évolution du climat (IPCC) de 1988 à 1997, et professeur de météorologie à l'université de Stockholm de 1961 à 1990. Ses travaux ont porté en particulier sur les pluies acides et le cycle du carbone. Il a remporté le prix Tyler Prize for Environmental Achievement en 1988.

## Biographie

### Formation
Bolin est né à Nyköping, en Suède, le 15 mars 1925. Il a obtenu son diplôme de premier cycle de l'université d'Uppsala en 1946, suivi d'une maîtrise en 1949 et d'un doctorat en 1956, tous deux en météorologie, à l'université de Stockholm. Pendant son doctorat, il passa une année en 1950 à l'Institute for Advanced Study de Princeton, dans le New Jersey, où il travailla avec Jule Gregory Charney, John von Neumann et d'autres sur la première prévision météorologique informatisée, utilisant ENIAC, le premier ordinateur électronique.

### Carrière
Bolin fut professeur de météorologie à l'université de Stockholm de 1961 à 1990. Il s'impliqua dans la coopération internationale en matière de recherche sur le climat à partir des années 1960 et publia dès ses débuts une série d'articles scientifiques mettant en garde contre les dangers potentiels du CO2. Il est notamment l'un des neuf auteurs du rapport Charney, publié en 1979.
Bolin a ainsi participé au développement de l'utilisation des satellites météorologiques, nouvel outil de l'époque, pour la recherche sur le climat, ce qui a conduit à la création du Comité du CIUS sur les sciences de l'atmosphère en 1964, dont il est devenu le premier président. Ce comité a lancé le Programme de recherche globale sur l'atmosphère (GARP) en 1967, que Bolin a également présidé. Le GARP est devenu le Programme mondial de recherches sur le climat en 1980.
Il a participé à l'Advisory Group on Greenhouse Gases, consacré au changement climatique, puis a participé à la mise en place du GIEC, et c'est sous sa présidence qu'ont été rédigés le Premier rapport du GIEC en 1990, et le deuxième rapport en 1995, qui a servi de base pour le protocole de Kyoto.
En novembre 2007, peu avant sa mort, il publie un ouvrage partiellement autobiographique: A History of the Science and Politics of Climate Change: The Role of the Intergovernmental Panel on Climate Change. Il est décédé le 30 décembre à Danderyd, près de Stockholm, à l'âge de 82 ans.

### Vie privée
Le mariage de Bolin avec Ulla Frykstrand s'est terminé par un divorce en 1979; ils ont eu trois enfants: Dan, Karina et Göran. Bolin résidait à Österskär, au nord de Stockholm.